# ألكسيس أندريه جونيور
ألكسيس أندريه جونيور (بالفرنسية: Alexis André Jr.) هو لاعب كرة قدم فرنسي في مركز حراسة المرمى، ولد في 31 مايو 1997 في ميلوز في فرنسا. لعب مع نادي بريستول روفيرز.

## وصلات خارجية
- ألكسيس أندريه جونيور على موقع قاعدة بيانات كرة القدم.إي يو (الإنجليزية)
- ألكسيس أندريه جونيور على موقع Soccerway.com (الإنجليزية)